# Vasile Moisil
Vasile Moisil (n. 1877, Năsăud – d. secolul al XX-lea) a fost un deputat în Marea Adunare Națională de la Alba Iulia, organismul legislativ reprezentativ al „tuturor românilor din Transilvania, Banat și Țara Ungurească”, cel care a adoptat hotărârea privind Unirea Transilvaniei cu România, la 1 decembrie 1918.:p. 77

## Activitatea politică

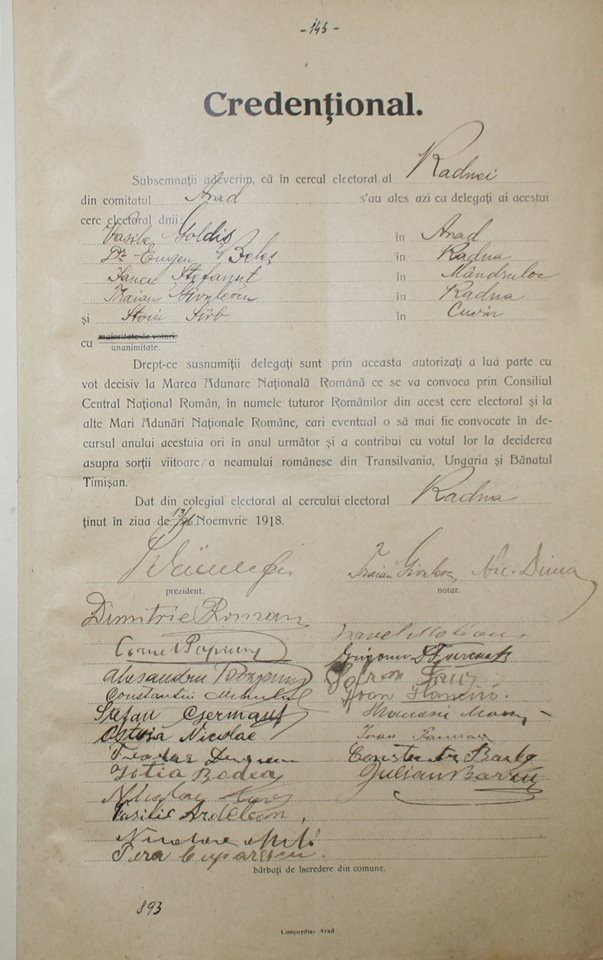
Credențional

Acesta a fost delegat al Reuniunii Române de lectură din Năsăud.:p. 123